# Jumeaux (Alpi Pennine)
I Jumeaux (pron. fr. AFI: [ʒymo]) sono due cime gemelle nella catena delle Grandes Murailles nelle Alpi Pennine. Si trovano in Valle d'Aosta, tra la Valpelline e la Valtournenche.

## Toponimo
Il toponimo significa, in lingua francese, i gemelli e deriva dal loro caratteristico aspetto. Le due cime infatti sono separate da uno stretto intaglio profondo circa 30 m chiamato Brèche des Jumeaux, che in francese significa "breccia dei gemelli".

## Descrizione

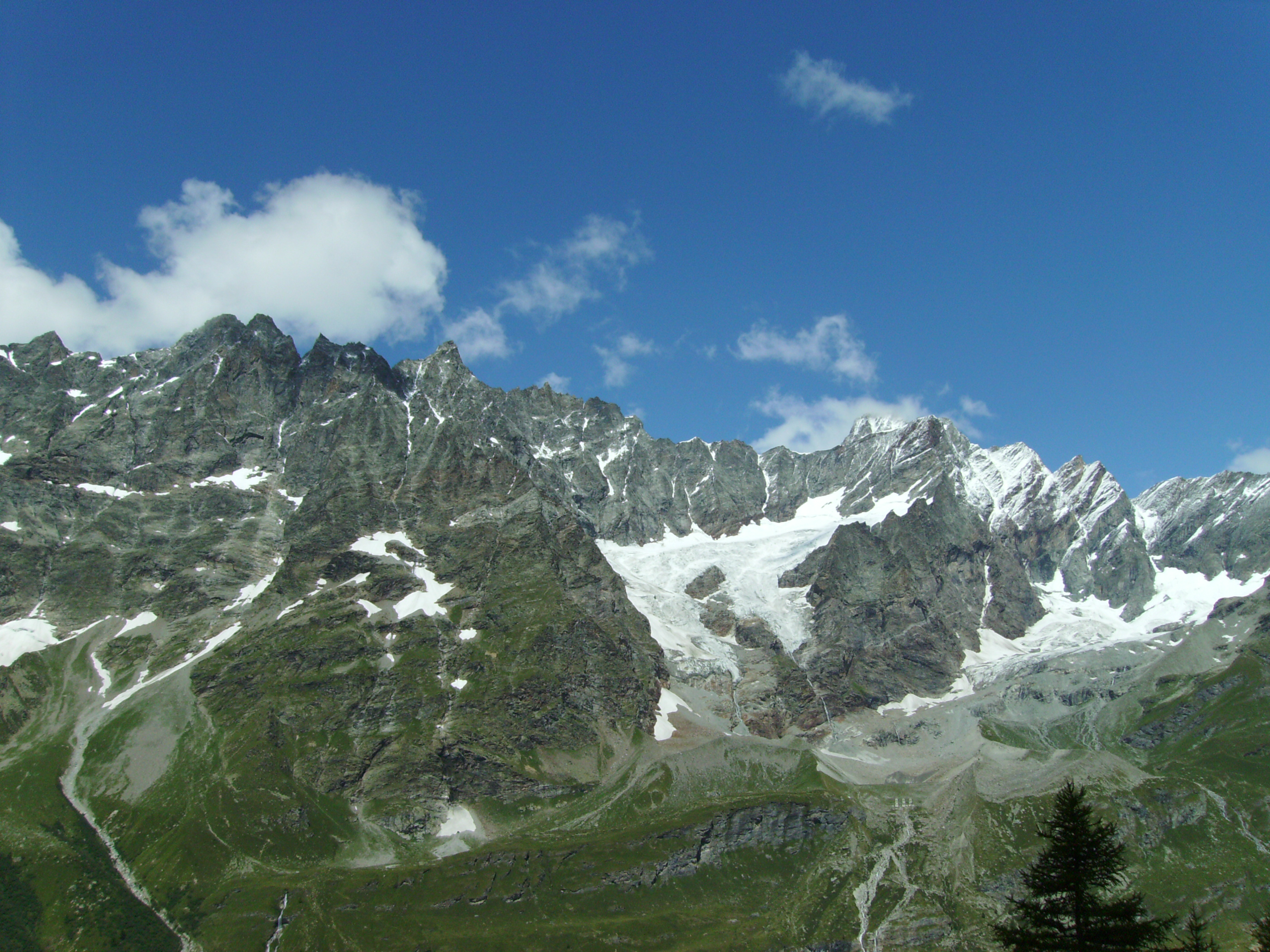
La catena delle Grandes Murailles, dove si trovano i Jumeaux.

Formano i Jumeaux le seguenti vette:
- Punta Giordano (m 3.872)
- Punta Sella (m 3.878).

Si tratta di due punte gemelle che raggiungono quasi la stessa altezza. Alpinisticamente parlando, la Punta Giordano e la Punta Sella sono considerate come due cime distinte. Come le altre cime delle Grandes Murailles, anche i Jumeaux presentano pareti ripide sul versante della Valtournenche, mentre sul versante della Valpelline sono nevose e con minore pendenza.

## Ascensione

### Punta Giordano
La prima ascensione alla Punta Giordano fu compiuta il 6 settembre 1877 da Lord Wentworth con le guide Jean-Baptiste Bich e Émile Rey per la cresta sud-ovest.
La via normale alla Punta Giordano si svolge lungo la cresta sud-ovest e per i forti pericoli oggettivi che condizionano gli altri accessi (caduta di sassi), è anche l'unico itinerario consigliabile.
Il 19-20 agosto 1943, Silvio Alverà, Siro Dandrea e Giuseppe Ghedina aprirono la Via degli Scoiattoli. La via ha uno sviluppo di 550 metri su una parete verticale e strapiombante. Fino al 1970, la via non è mai stata ripetuta e risulta la più difficile della catena delle Grandes Murailles.

### Punta Sella
La prima ascensione alla Punta Sella fu compiuta il 10 giugno 1875 da Giuseppe Corona con le guide Jean-Antoine Carrel e Jean-Joseph Maquignaz.
La Punta Sella è una cima frequentata, che di solito si raggiunge per la cresta sud-est (via normale) o con una traversata dalla Becca di Guin (cresta sud-ovest).